# Moses L. Broocks
Moses Lycurgus Broocks (* 1. November 1864 in San Augustine, San Augustine County, Texas; † 27. Mai 1908 ebenda) war ein US-amerikanischer Politiker. Zwischen 1905 und 1907 vertrat er den Bundesstaat Texas im US-Repräsentantenhaus.

## Werdegang
Moses Broocks besuchte die öffentlichen Schulen seiner Heimat. Nach einem anschließenden Jurastudium an der University of Texas in Austin und seiner 1891 erfolgten Zulassung als Rechtsanwalt begann er in San Augustine in diesem Beruf zu arbeiten. Gleichzeitig schlug er als Mitglied der Demokratischen Partei eine politische Laufbahn ein. Im Jahr 1892 wurde er Abgeordneter im Repräsentantenhaus von Texas. Danach zog er nach Beaumont. Im Jahr 1896 wurde er Staatsanwalt im ersten Gerichtsbezirk seines Staates.
Bei den Kongresswahlen des Jahres 1904 wurde Broocks im zweiten Wahlbezirk von Texas in das US-Repräsentantenhaus in Washington, D.C. gewählt, wo er am 4. März 1905 die Nachfolge von Samuel B. Cooper antrat. Im Jahr 1906 bewarb er sich aus gesundheitlichen Gründen nicht um eine weitere Amtszeit. Nach dem Ende seiner Zeit im US-Repräsentantenhaus praktizierte Moses Broocks wieder als Anwalt in San Augustine, wo er am 27. Mai 1908 starb.